# Isole di Voronin
Le isole di Voronin (in russo Острова Воронина, ostrova Voronina) sono due isole russe bagnate dal mare di Kara.
Amministrativamente fanno parte del distretto di Tajmyr del Territorio di Krasnojarsk, nel Circondario federale della Siberia.

## Geografia
Le isole sono situate 130 km a sud-ovest dall'arcipelago Severnaja Zemlja e 72 km a nord-nord-est dalle isole di Sergej Kirov. Fanno parte della Riserva naturale del Grande Artico.
In realtà, si tratta di un'isola principale e di una lingua di sabbia (kosa in russo) posizionata a nord rispetto alla prima e separata da essa da un canale stretto e poco profondo.

La lingua di sabbia si sviluppa in direzione nord-est, è lunga circa 2 km e larga non più di 500 m.

L'isola principale invece si estende in direzione nord-sud con una lunghezza massima di 7,5 km e una larghezza di 3,3 km. Il territorio è collinare sul versante occidentale, dove le scogliere si innalzano fino a 10 m; lungo la medesima costa si trova anche il punto più alto dell'isola di 17 m s.l.m. A nord-est, tra l'isola e la kosa, si apre una laguna nella quale sfociano alcuni piccoli torrenti stagionali.

È presente una vegetazione tipica della tundra e le acque attorno all'isola sono coperte di ghiaccio per gran parte dell'anno.
All'estremità meridionale si trova una stazione radiometeorologica.
Il nome dell'isola è dedicato al capitano della flotta navale sovietica Vladimir Ivanovič Voronin.